# Saint-Martin-sur-Lavezon
 Saint-Martin-sur-Lavezon  là một xã ở tỉnh Ardèche, vùng Auvergne-Rhône-Alpes ở đông nam nước Pháp.